# NGC 6759
NGC 6759 é uma galáxia espiral (S) localizada na direcção da constelação de Draco. Possui uma declinação de +50° 20' 54" e uma ascensão recta de 19 horas, 06 minutos e 57,0 segundos.
A galáxia NGC 6759 foi descoberta em 16 de Outubro de 1886 por Lewis A. Swift.